# Łódka nabojowa

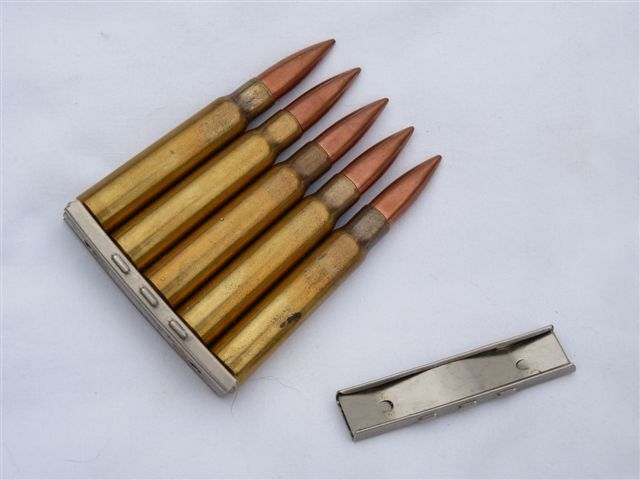
Łódka nabojowa z nabojami 7,92 × 57 mm Mauser

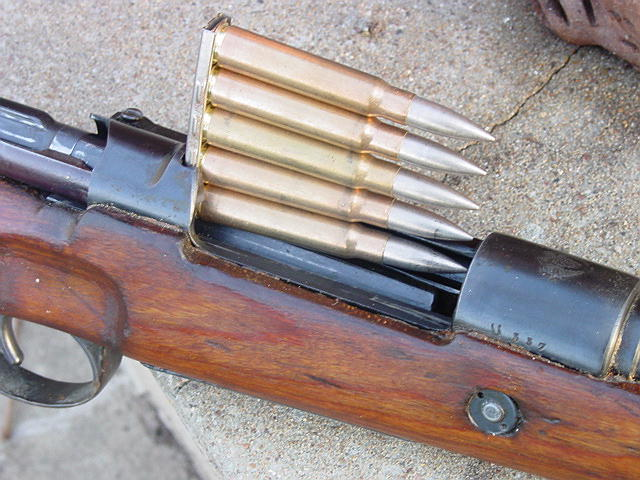
Ładowanie karabinu Mauser Kar98k łódką nabojową

Łódka nabojowa – metalowy element łączący ze sobą kilka naboi, w celu przyspieszenia i ułatwienia ładowania magazynka broni palnej. Łódka nabojowa najczęściej ma formę łukowato zakrzywionego lub prostego paska blachy, z zagiętymi brzegami (umożliwiającymi wsunięcie między nie kryz łusek).
W odróżnieniu od podobnego systemu (opartego na ładownikach), łódka nabojowa odrzucana jest od razu po załadowaniu broni, natomiast ładownik pozostaje w magazynku, aż do jego opróżnienia.

## Sposób użycia
Ładowanie broni przy pomocy łódki nabojowej w przypadku magazynka stałego, odbywa się poprzez:
1) Odryglowanie zamka.
2) Umiejscowienie łódki wraz z nabojami poziomo na wlocie magazynka lub w specjalnym wcięciu w zamku.
3) Naparcie od góry na naboje i wciśnięcie ich jednym ruchem do wnętrza magazynka.
4) Odrzucenie opróżnionej łódki.
5) Zaryglowanie zamka.

## Charakterystyka
Łódki nabojowe mają zazwyczaj pojemność skorelowaną z pojemnością magazynków, do których są przeznaczone, lub mieszczą tyle nabojów, by napełnić magazynek kilkoma ładowaniami. Stosowanie łódek umożliwia przyśpieszenie ładowania broni, poprzez umieszczenie jednym ruchem większej ilości amunicji w magazynku, zamiast ładowania go pojedynczymi nabojami. Łódki mogą być wykorzystywane wielokrotnie (przykładowo podczas przerw w walce obronnej, żołnierze mogą zebrane łódki powtórnie doładowywać nabojami luzem).
Dawniej system oparty na łódkach nabojowych, cieszył się szczególną popularnością w wojskowych karabinach powtarzalnych (rzadziej w samopowtarzalnych). Stosowany był również w niektórych typach pistoletów, karabinów automatycznych i maszynowych oraz działek przeciwlotniczych. Współcześnie w broni wojskowej wyparty przez system oparty na magazynkach wymiennych.